# Jefferson Díaz
Jefferson Abel Díaz Beleño (San Andrés, 5 dicembre 2000) è un calciatore colombiano, difensore del Minnesota Utd.

## Caratteristiche tecniche
Originariamente attaccante, nel 2021 ha cambiato ruolo stabilendosi come difensore centrale.

## Carriera
Díaz è cresciuto nel settore giovanile del Real Cartagena, dove ha debuttato il 4 luglio 2017 nell'incontro di Categoría Primera B pareggiato 0-0 contro l'Unión Magdalena. Utilizzato di rado negli anni seguenti, nel 2020 ha iniziato a giocare con maggior frequenza ed il 4 marzo di quell'anno ha segnato il suo primo gol in carriera contro il Depor in Copa Colombia. L'8 febbraio 2022 è stato ceduto al Valledupar.
Nel gennaio del 2023 ha firmato con il Deportivo Cali, approdando per la prima volta nella massima divisione colombiana. Da subito titolare al centro della difesa, ha segnato il suo primo gol il 16 aprile portando la sua squadra al successo per 2-1 contro l'Unión Magdalena. In totale con il club biancoverde ha disputato una stagione e mezza giocando 50 partite e segnando 5 gol.
Il 29 luglio 2024 è stato acquistato a titolo definitivo dal Minnesota Utd.

## Statistiche

### Presenze e reti nei club
Statistiche aggiornate al 29 luglio 2024.
| Stagione        | Squadra         | Campionato      | Campionato | Campionato | Coppe nazionali | Coppe nazionali | Coppe nazionali | Coppe continentali | Coppe continentali | Coppe continentali | Altre coppe | Altre coppe | Altre coppe | Totale | Totale | Totale |
| Stagione        | Squadra         | Comp            | Pres       | Reti       | Comp            | Pres            | Reti            | Comp               | Pres               | Reti               | Comp        | Pres        | Reti        | Pres   | Reti   |        |
| --------------- | --------------- | --------------- | ---------- | ---------- | --------------- | --------------- | --------------- | ------------------ | ------------------ | ------------------ | ----------- | ----------- | ----------- | ------ | ------ | ------ |
| 2017            | Real Cartagena  | B               | 5          | 0          | CC              | 0               | 0               |                    | -                  | -                  |             | -           | -           | 5      | 0      |        |
| 2018            | Real Cartagena  | B               | 0          | 0          | CC              | 1               | 0               |                    | -                  | -                  |             | -           | -           | 1      | 0      |        |
| 2019            | Real Cartagena  | B               | 1          | 0          | CC              | 0               | 0               |                    | -                  | -                  |             | -           | -           | 1      | 0      |        |
| 2020            | Real Cartagena  | B               | 6          | 1          | CC              | 4               | 1               |                    | -                  | -                  |             | -           | -           | 10     | 2      |        |
| 2021            | Real Cartagena  | B               | 24         | 2          | CC              | 2               | 0               |                    | -                  | -                  |             | -           | -           | 26     | 2      |        |
| 2022            | Valledupar      | B               | 25         | 2          | CC              | 4               | 0               |                    | -                  | -                  |             | -           | -           | 29     | 2      |        |
| 2023            | Deportivo Cali  | A               | 30         | 2          | CC              | 7               | 1               |                    | -                  | -                  |             | -           | -           | 37     | 3      |        |
| 2024            | Deportivo Cali  | A               | 13         | 2          | CC              | 0               | 0               |                    | -                  | -                  |             | -           | -           | 13     | 2      |        |
| Totale carriera | Totale carriera | Totale carriera | 111        | 9          |                 | 18              | 2               |                    | -                  | -                  |             | -           | -           | 129    | 11     |        |